# Air Tanzania
Air Tanzania ist eine tansanische Fluggesellschaft mit Sitz Daressalam und Basis auf dem Flughafen Daressalam.

## Geschichte

Ehemaliges Logo bis 2008

Air Tanzania wurde am 10. März 1977 in Daressalam nach der Auflösung der East African Airways gegründet. Die Fluggesellschaft begann regionale Ziele anzufliegen und kaufte sich eine Boeing 737-200 und eine Fokker F-27.
Air Tanzania wurde ursprünglich durch die Regierung Tansanias und die Air Tanzania Corporation finanziert. Im Jahr 2001 führte die Regierung die Privatisierung der Gesellschaft durch, acht Fluggesellschaften interessierten sich für den Kauf. Im Dezember 2002 übernahm South African Airways Air Tanzania und hatte einen Anteil von 49 Prozent.
Am 31. März 2003 ging die Fluggesellschaft in das neue Unternehmen Air Tanzania Limited über und startete ihren Flugbetrieb am 1. April 2003 mit den Zielen Daressalam, Kilimandscharo, Sansibar und Johannesburg. Diese Gesellschaft wurde schließlich mit einer Beteiligung von South African Airways zu Air Tanzania Company Limited umbenannt. Am 31. März 2006 kündigte die Regierung Tansanias an, die Air Tanzania Company Limited (ATCL) aufzulösen, da sie „zu viele Verluste“ für Air Tanzania einbringe.
Im Dezember 2008 wurde die Gesellschaft von der IATA mit sofortiger Wirkung suspendiert. Grund war der offenbar fruchtlose Ablauf eines einjährigen Ultimatums, welches die IATA im November 2007 nach dem Bekanntwerden von über 500 Sicherheitsmängeln gestellt hatte. Infolgedessen wurde der Betrieb zeitweise eingestellt, jedoch wieder aufgenommen.
Im Jahr 2011 kam es erneut zu einer Betriebseinstellung, nachdem die einzige Maschine der Gesellschaft, eine De Havilland DHC-8-300, aufgrund von Wartungsarbeiten außer Dienst gestellt werden musste.
Im März 2012 wurde eine Kooperation mit Aerovista aus Dubai geschlossen, welche eine Boeing 737-500 bereitstellte. Diese Zusammenarbeit wurde jedoch bereits im August 2012 wieder beendet. Infolgedessen wurde der Flugbetrieb erneut eingestellt und erst im Februar 2014 wieder aufgenommen worden.
Ende 2018 erhielt Air Tanzania als erste afrikanische und weltweit fünfte Fluggesellschaft, neben Swiss, Air Baltic, Korean Air und Delta Air Lines, einen Airbus A220. Im Juni 2023 lieferte Boeing Air Tanzania als erster afrikanischer Fluggesellschaft ein fabrikneues Frachtflugzeug des Typs Boeing 767.

## Flugziele
Air Tanzania fliegt hauptsächlich Inlandsziele wie etwa Mtwara oder Sansibar an. Seit Juli 2019 wird Mumbai in Indien bedient.

## Flotte

### Aktuelle Flotte

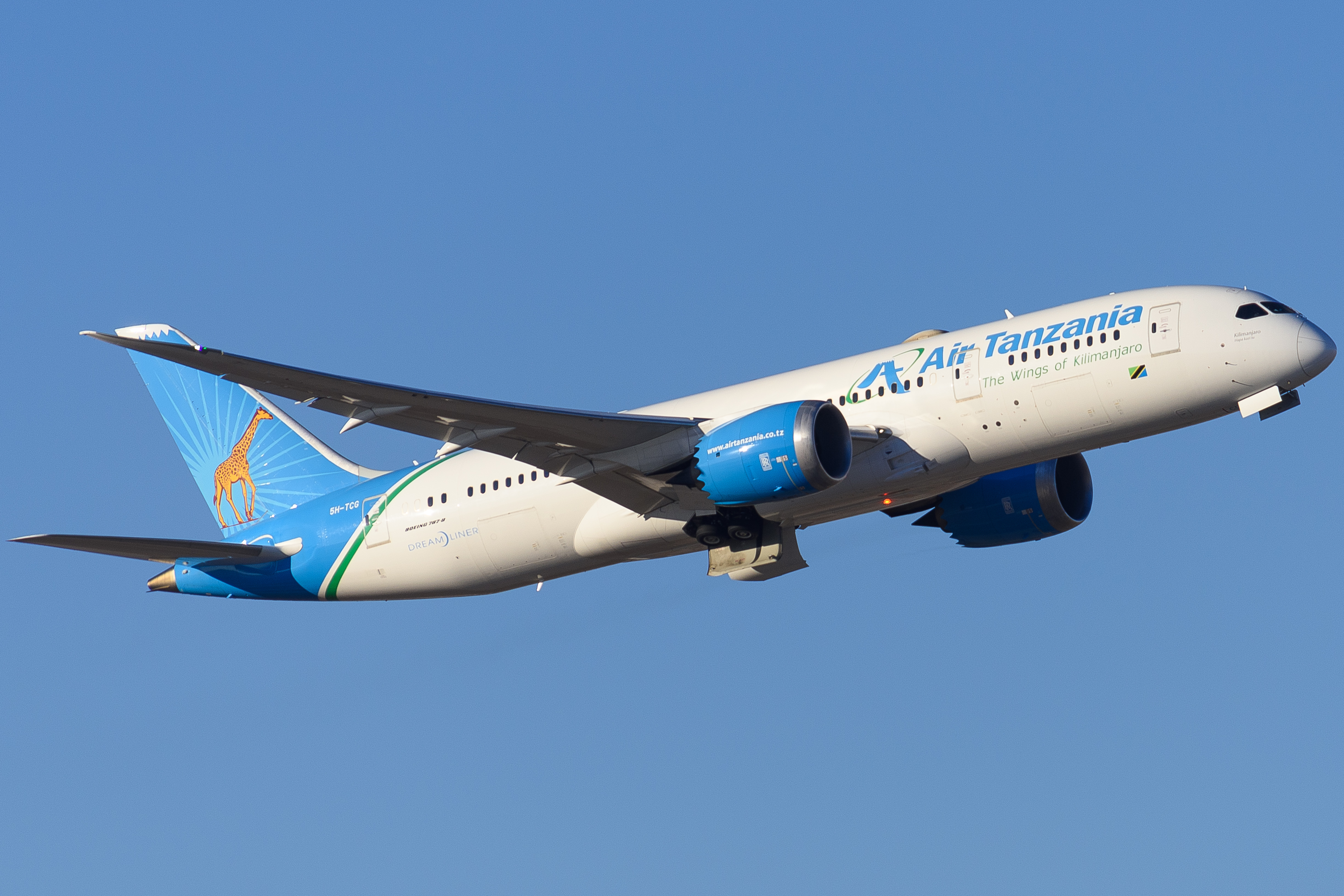
Boeing 787-8

Mit Stand Oktober 2023 besteht die Flotte der Air Tanzania aus 13 Flugzeugen mit einem Durchschnittsalter von 4,2 Jahren:
| Flugzeugtyp            | Anzahl | bestellt | Anmerkungen  | Sitzplätze (Business/Eco) | Durchschnittsalter |
| ---------------------- | ------ | -------- | ------------ | ------------------------- | ------------------ |
| Airbus A220-300        | 04     |          |              | 132 (12/120)              | 3,4 Jahre          |
| Boeing 737 MAX 9       | 02     | 0        |              |                           | 0,1 Jahre          |
| Boeing 767-300F        | 01     |          |              | – Cargo –                 | 0,6 Jahre          |
| Boeing 787-8           | 02     | 01       | eine inaktiv | 262 (22/240)              | 4,6 Jahre          |
| De Havilland DHC-8-400 | 05     |          |              | 76 (6/70) 78 (10/68)      | 6,0 Jahre          |
| Gesamt                 | 13     | 03       |              |                           | 4,2 Jahre          |

### Ehemalige Flugzeugtypen
In der Vergangenheit wurden von Air Tanzania unter anderem folgende Flugzeugtypen eingesetzt:

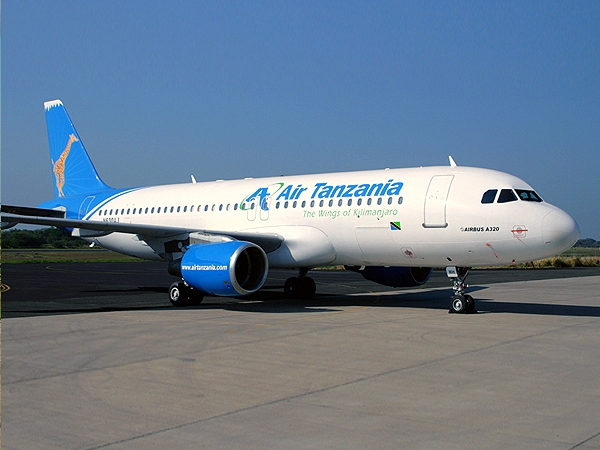
Airbus A320 der Air Tanzania, 2008

1. Airbus A320
2. Boeing 707
3. Boeing 737-200
4. Boeing 737-300
5. Boeing 737-500
6. Boeing 767
7. Bombardier CRJ200
8. DHC-6 Twin Otter
9. De Havilland DHC-8-300
10. Dornier 228
11. Fokker F27 Friendship
12. McDonnell Douglas DC-9

## Zwischenfälle

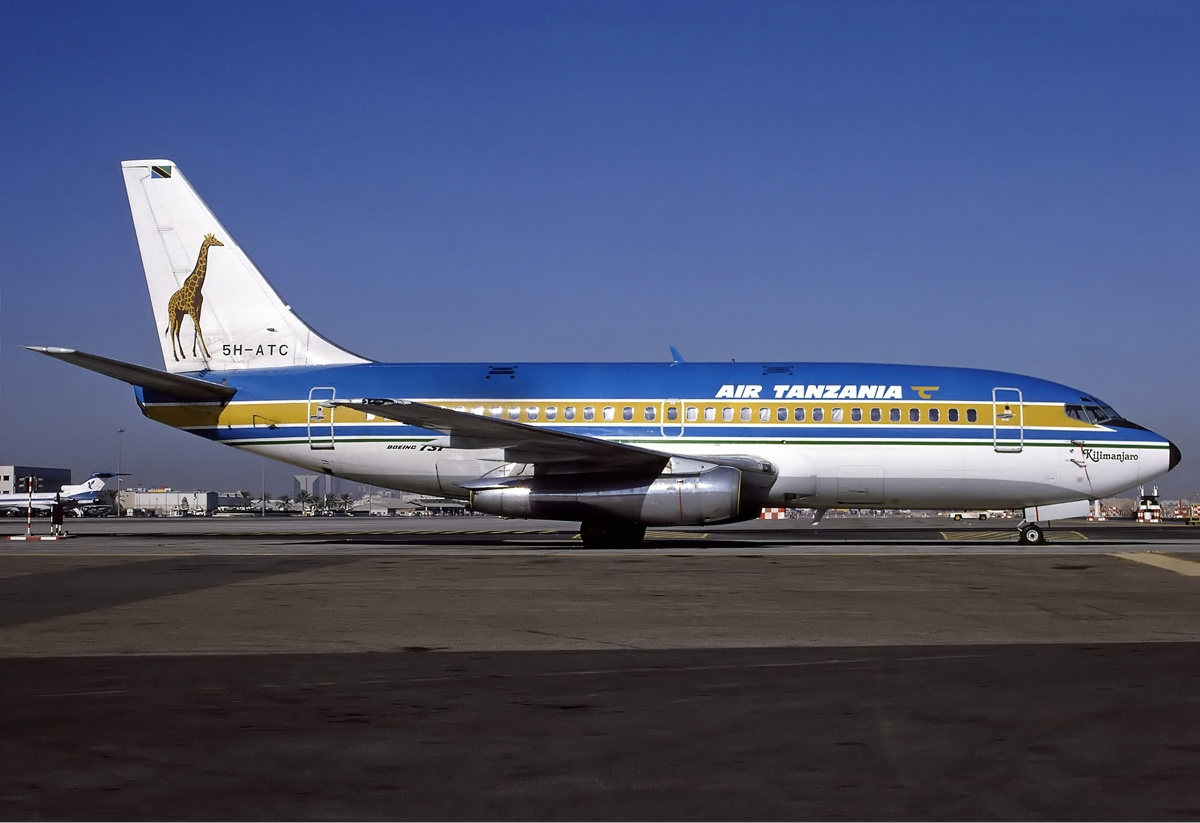
Die Boeing 737-200 (5H-ATC), die am 26. Februar 1982 entführt wurde, in den ursprünglichen Farben der Air Tanzania.

Air Tanzania verzeichnete in ihrer Geschichte sechs Zwischenfälle:
- Am 26. Februar 1982 wurde eine Boeing 737-200 (Luftfahrzeugkennzeichen 5H-ATC) der Air Tanzania von Mwanza nach Daressalam mit 99 Passagieren und fünf Besatzungsmitgliedern an Bord von fünf Männern einer tansanischen Rebellenorganisation entführt. Nach Zwischenlandungen in Nairobi, Dschidda und Athen, wo jeweils ein paar Passagiere freigelassen wurden, landete die Maschine in London Stansted. Dort verlangten die Entführer mit dem tansanischen Exilpolitiker Oscar Kambona zu sprechen sowie Lösegeld und den Rücktritt des damaligen Präsidenten Julius Nyerere. Nach dem Gespräch mit Kambona gaben die Entführer am 28. Februar 1982 auf. Als Waffen wurden von den Entführern drei Messer, Holzimitate von zwei Pistolen und einer Handgranate sowie zwei als Sprengsätze getarnte Kerzen sichergestellt. Die Entführer wurden zu einigen Jahren Haft verurteilt.[9][10]

- Am 20. Dezember 1984 verunglückte eine de Havilland Canada DHC-6 Serie 300 (Kennzeichen 5H-MRD) auf einem Trainingsflug im Anflug auf Kerege. Die drei Mann Besatzung kam dabei ums Leben.[11]
- Am 13. Februar 1988 entführten vier gebürtige Tansanier eine Boeing 737-200 auf ihrem Flug von Daressalam nach Kilimanjaro mit dem Ziel, ein besseres Leben in London führen zu wollen. Der Kapitän täuschte vor, dass eine Zwischenlandung am Flughafen Lodwar, Kenia, zum Auftanken nötig war, landete das Flugzeug in Dunkelheit allerdings wieder in Daressalam. Am folgenden Morgen realisierten die Entführer den Trick der Besatzung, woraufhin sie die Besatzung mit einem Messer verletzte. Bei einem Fluchtversuch wurden die Entführer durch Soldaten festgenommen, die das Flugzeug umzingelt hatten und es wurde festgestellt, dass die Waffen und Granaten der Entführer gefälscht waren.[12]

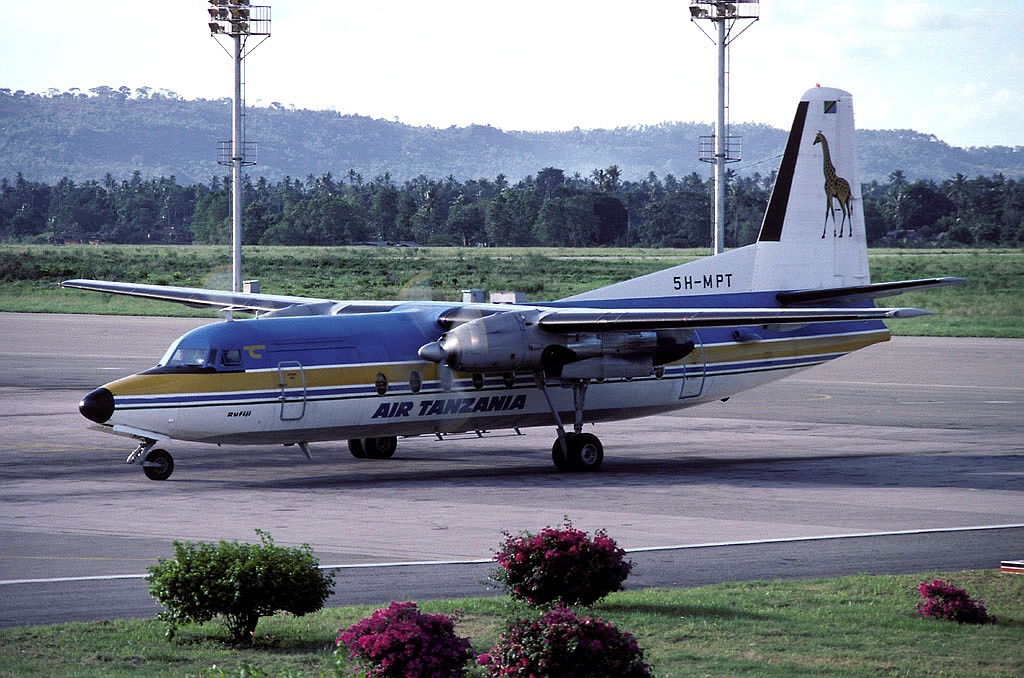
Eine Fokker F-27 der Air Tanzania, baugleich mit der im Dezember 1993 verunglückten

- Am 12. Dezember 1993 verunglückte eine Fokker F-27 (Kennzeichen 5H-MPT) bei der Landung in Daressalam nach einem Trainingsflug. Dabei wurde die Fokker erheblich beschädigt und wurde danach als Ersatzteillager verwendet.[13]

- Am 1. Dezember 2010 verunglückte eine Boeing 737-200 (Kennzeichen 5H-MVZ) unterwegs von Daressalam nach Mwanza mit 45 Passagieren und 7 Mann Besatzung bei der Landung in Mwanza. Das Flugzeug wurde abgeschrieben.[14]

- Am 9. April 2012 verunglückte eine De Havilland DHC-8-300 (5H-MWG) mit 35 Passagieren und vier Mann Besatzung unterwegs von Kigoma nach Tabora und weiter nach Daressalam beim Start in Kigoma. Das Flugzeug wurde abgeschrieben.[15]